# William Morgan
William Morgan, född 1545, död 10 september 1604, var biskop av Llandaff och av St Asaph i Wales, samt översättaren av den första bibeln till kymriska från grekiska och hebreiska.